# Razdol (distrikt)
Razdol (bulgariska: Раздол) är ett distrikt i Bulgarien.   Det ligger i kommunen Obsjtina Strumjani och regionen Blagoevgrad, i den sydvästra delen av landet, 120 km söder om huvudstaden Sofia.
I omgivningarna runt Razdol växer i huvudsak blandskog. Runt Razdol är det ganska glesbefolkat, med 25 invånare per kvadratkilometer.